# ファストウェイ
ファストウェイ（Fastway）は、元モーターヘッドのエディ・クラークと元UFOのピート・ウェイによって1983年に結成されたNWOBHMヘヴィメタルバンド。レッド・ツェッペリンに影響された古典的ハードロック色の強い楽曲が特徴である。

## 来歴
- "ファスト"・エディ・クラーク（ギター）とピート・ウェイ（ベース）の名前からファストウェイと名付けられるが、契約上の問題からピートはデビュー前に離脱。ドラムスは元ハンブル・パイのジェリー・シャーリーが、ヴォーカルは、ジャニス・ジョプリンに影響を受けた無名の新人、デイヴ・キング（現フロッギング・モリー）が担当。
- 1988年、2代目ヴォーカリストのリー・ハートが加入。脱退したデイヴは、後にマンディ・メイヤー（元エイジア・現ゴットハード）と共にカトマンドゥを結成する。
- 『ON TARGET REWORKED』（1997年）を最後に、エディとリーは袂を分かち、後にエディは、メンバーを一新した新生ファストウェイを立ち上げる。
- 2007年、LOUD PARKにて久々の来日を果たす。
- 2008年、サクソンとのカップリングでの来日が発表されたものの、キャンセルとなった。

## ディスコグラフィー
- Fastway (1983)
- All Fired Up (1984)
- Waiting for the Roar (1986)
- Trick or Treat (サウンドトラック、1986)
- On Target (1988)
- Bad Bad Girls (1990)
- Say What You Will - Live (1991)
- On Target Reworked (1997)
- The Collection (2001)
- Fastway/All Fired Up remastered (2003)
- Waiting For The Roar remastered (2005)
- Eat Dog Eat (2011)